# لئو گودوین (شناگر)
لئو گودوین (به انگلیسی: Leo Goodwin) (زادهٔ ۱۳ نوامبر ۱۸۸۳) شناگر اهل ایالات متحده آمریکا است.